# Rhodesia i olympiska sommarspelen 1964
Rhodesia (Sydrhodesia) deltog med 29 deltagare vid de olympiska sommarspelen 1964 i Tokyo. Ingen av landets deltagare erövrade någon medalj.